# Persone di nome Miroslav/Calciatori
| Questa pagina contiene informazioni ricavate automaticamente dalle voci biografiche con l'ausilio del template Bio e di un bot. L'aggiornamento è periodico e automatico e ricostruisce completamente la pagina. Se manca una persona in questa lista, sei pregato di non aggiungerla, ma accertati piuttosto che la sua voce biografica contenga il template Bio e che i dati anagrafici siano correttamente compilati. Se il template Bio manca, inseriscilo tu stesso o, in alternativa, metti l'avviso {{tmp\|Bio}} che ne segnala la mancanza. Se i dati riportati sono sbagliati, correggi direttamente la voce biografica; le modifiche saranno visibili in questa lista entro pochi giorni. Per chiarimenti vedi il progetto antroponimi. La lista contiene solo le 56 persone che sono citate nell'enciclopedia e per le quali è stato implementato correttamente il template Bio. Pagina aggiornata al 22 lug 2025. |

Questa è una lista di persone presenti nell'enciclopedia che hanno il nome Miroslav e sono calciatori.

## A(1)
- Miroslav Antonov, calciatore bulgaro (Montana, n. 1986)

## B(9)
- Miroslav Baranek, ex calciatore ceco (Havířov, n. 1973)
- Miroslav Bičanić, ex calciatore croato (Đakovo, n. 1969)
- Miroslav Blažević, calciatore e allenatore di calcio croato (Travnik, n. 1935 - Zagabria, † 2023)
- Miroslav Bogosavac, calciatore serbo (Sremska Mitrovica, n. 1996)
- Miroslav Božok, calciatore slovacco (Michalovce, n. 1984)
- Miroslav Bošković, calciatore serbo (Belgrado, n. 1947 - Danilovgrad, † 2023)
- Miroslav Brkljača, calciatore jugoslavo (Spalato, n. 1932 - † 2000)
- Miroslav Brozović, calciatore jugoslavo (Mostar, n. 1917 - Mostar, † 2006)
- Miroslav Budinov, ex calciatore bulgaro (Sofia, n. 1986)

## C(1)
- Miroslav Chvíla, ex calciatore slovacco (n. 1967)

## D(3)
- Miroslav Danko, calciatore slovacco (Krčava, n. 1924 - † 2008)
- Miroslav Dešković, calciatore jugoslavo (Spalato, n. 1907 - Gata, † 1943)
- Miroslav Drobňák, ex calciatore slovacco (Šarišské Michaľany, n. 1977)

## F(1)
- Miroslav Ferić, calciatore jugoslavo (Spalato, n. 1944 - Spalato, † 2017)

## G(2)
- Miroslav Gajdůsek, ex calciatore cecoslovacco (Otrokovice, n. 1951)
- Miroslav Gono, calciatore slovacco (Piešťany, n. 2000)

## H(2)
- Miroslav Holeňák, ex calciatore ceco (n. 1976)
- Miroslav Hýll, ex calciatore slovacco (Žilina, n. 1973)

## I(1)
- Miroslav Iličić, calciatore croato (Fiume, n. 1998)

## K(4)
- Miroslav Kadlec, ex calciatore ceco (Uherské Hradiště, n. 1964)
- Miroslav Kaluđerović, ex calciatore montenegrino (Podgorica, n. 1986)
- Miroslav König, ex calciatore slovacco (Nitra, n. 1972)
- Miroslav Káčer, calciatore slovacco (Žilina, n. 1996)

## L(2)
- Miroslav Lobancev, calciatore russo (Mosca, n. 1995)
- Miroslav Lukić, calciatore jugoslavo (Belgrado, n. 1909 - † 1964)

## M(7)
- Miroslav Manolov, ex calciatore bulgaro (Sopot, n. 1985)
- Miroslav Maričić, calciatore serbo (Ivanjica, n. 1998)
- Miroslav Marinov, calciatore bulgaro (Vraca, n. 2004)
- Miroslav Marković, calciatore serbo (Aranđelovac, n. 1989)
- Miroslav Matušovič, calciatore ceco (Ostrava, n. 1980)
- Miroslav Mentel, ex calciatore e allenatore di calcio slovacco (Šurany, n. 1962)
- Miroslav Milovanović, ex calciatore jugoslavo (Belgrado, n. 1941)

## P(3)
- Miroslav Pavlović, calciatore jugoslavo (Požega, n. 1942 - Belgrado, † 2004)
- Miroslav Podrazký, ex calciatore ceco (n. 1984)
- Miroslav Pospíšil, calciatore cecoslovacco (Praga, n. 1890 - † 1963)

## R(4)
- Miroslav Radović, ex calciatore serbo (Rogatica, n. 1984)
- Miroslav Radulović, ex calciatore sloveno (Novo mesto, n. 1984)
- Miroslav Rõškevitš, calciatore estone (Tallinn, n. 1986)
- Miro Rys, calciatore cecoslovacco (Kladno, n. 1957 - Dortmund, † 1977)

## S(6)
- Miroslav Seman, ex calciatore slovacco (Michalovce, n. 1973)
- Miroslav Slepička, calciatore e artista marziale misto ceco (Příbram, n. 1981)
- Miroslav Sovič, ex calciatore slovacco (Košice, n. 1970)
- Miroslav Stevanović, calciatore bosniaco (Zvornik, n. 1990)
- Miroslav Stević, ex calciatore serbo (Ljubovija, n. 1970)
- Miroslav Stoch, ex calciatore slovacco (Nitra, n. 1989)

## V(4)
- Miroslav Vajs, ex calciatore macedone (Skopje, n. 1979)
- Miroslav Vardić, calciatore jugoslavo (Kraljevo, n. 1944 - Roden, † 2018)
- Miroslav Vujadinović, ex calciatore montenegrino (Podgorica, n. 1983)
- Miroslav Vulićević, ex calciatore serbo (Raška, n. 1985)

## W(1)
- Miroslav Wiecek, calciatore cecoslovacco (Ostrava, n. 1931 - † 1997)

## Z(1)
- Miroslav Zuzánek, calciatore cecoslovacco (n. 1924 - † 1994)

## Č(2)
- Miroslav Čovilo, ex calciatore bosniaco (Nevesinje, n. 1986)
- Miroslav Čtvrtníček, calciatore cecoslovacco (Kralupy nad Vltavou, n. 1931 - † 2006)

## Š(2)
- Miroslav Šarić, calciatore croato (Zagabria, n. 1986)
- Miroslav Široký, calciatore boemo (n. 1885 - † 1972)